# Phrurolithus hengshan
Phrurolithus hengshan là một loài nhện trong họ Phrurolithidae.
Loài này thuộc chi Phrurolithus. Phrurolithus hengshan được Da-xiang Song miêu tả năm 1990.